# Nokia Lumia 610
Nokia Lumia 610 es un teléfono inteligente con el sistema operativo Windows Phone 7.8. Se presentó en el Mobile World Congress de 2012 en Barcelona. Está diseñado para un público joven que compra su primer teléfono móvil inteligente.
Debido a la limitada memoria de este teléfono las tareas en segundo plano que usen más de 256 MB de RAM se deshabilitarán automáticamente y algunas aplicaciones no se podrán ejecutar.
Las aplicaciones cuya experiencia de usuario no estén a la par con los requisitos de Nokia no estarán disponibles para descargar (como por ejemplo Skype, Angry Birds o Pro Evolution Soccer).
El 5 de diciembre de 2012 se presentó el Nokia Lumia 620, sucesor directo del Nokia Lumia 610. Las mejoras son Windows Phone 8, procesador de doble núcleo de 1GHz, 512MB de RAM, cámara para vídeoconferencia, una pantalla un poco más grande (3,8 pulgadas) y soporte para tarjetas microSD.
A partir del 31 de enero de 2013, este modelo, al igual que toda la familia Lumia de la primera generación (los cuales utilizaban la versión de Windows Phone 7.5 Mango), evolucionaron al Windows Phone 7.8, una actualización más cercana al Windows Phone 8, con lo que puede utilizar las mismas características visuales del menú inicio y algunas aplicaciones más modernas. Sin embargo, el Lumia 510 y 610 no son capaces de ejecutar todas las aplicaciones de Windows Phone y tampoco pueden ejecutar todas las tareas en segundo plano. Se estima que esta actualización del software es la definitiva para todos estos dispositivos.

## Recepción
El equipo de GSMArena escribió: "La verdad es que el Nokia Lumia 610 es demasiado caro. Ya dijimos que lo importante es lo que obtienes y no lo que echas de menos, pero, como están las cosas, la competencia te dará más sin el sobre-coste adicional. Es de sentido común que la única forma de que tenga éxito un Windows Phone asequible es que sea más barato que la competencia Android."

## Características principales
| Diseño y dimensiones                          | Cámara y vídeo                                      | Música y audio                                                                      |
| --------------------------------------------- | --------------------------------------------------- | ----------------------------------------------------------------------------------- |
| Longitud 119.2 MM                             | Resolución de la cámara principal 5.0 megapíxeles   | Paquete de música Nokia Music Store Zune Nokia Mix Radio                            |
| Ancho 62.2 MM                                 | Resolución de la cámara 2592x1944 píxeles           | Cancelación de ruido                                                                |
| Peso 132 Gramos                               | Alcance del flash 3.0 m                             | Características de música Reproductor de música Audio por demanda                   |
| Tamaño de la pantalla 3.7 pulgadas            | Zum digital de la cámara 4x                         | Otras características Selección por artista, álbum y género. Listas de reproducción |
| Resolución de pantalla 800x480 px             | Modos de captura de vídeo fija                      | Soporte DRM Windows Media DRM10 PlayReady                                           |
| Tecnología de pantalla LCD                    | Resolución de vídeo HD VGA                          | PMDM AUDIO REC FILE F AAC 3GP M4A MP3 3G2                                           |
| Teclas físicas Cámara Energía Volumen Bloqueo | Resolución de vídeo de la cámara 640 x 480 Pixel(s) | Códecs de grabación de audio AMR-NB AAC LC                                          |
| Factor de forma Monobloque                    | Zoom de vídeo de la cámara 3x                       | Características del radio Radio FM estéreo Radio FM con RDS                         |
| Tipo de teclado Pantalla Touch                | Funciones de grabación de vídeo Zoom                | Códecs MP3 AMR-NB WMA 9 AAC LC                                                      |